# Сирхакпха
Сирхакпха́ (кор. 실학파?, 實學派?, сирха́к — «реальные знания, реальные науки» и пха — «группировка, направление, течение») — корейское философское течение общественной жизни периода конца XVI — начала XIX веков.
Суть течения составляла пропаганда социально-экономических реформ на благо страны, в том числе путём внедрения технологий с Запада, и так называемых реальных, истинных знаний — сирхак (откуда и пошло название течения). Эти знания, к которым идеологи сирхакпха относили не только точные и естественные науки, но и гуманитарные (история, право, лингвистика, искусствоведение), противопоставлялись конфуцианской схоластике.
Основными представителями сирхакпха были Ли Сукван, Ли Ик, Лю Хёнвон, Хон Дэён, Пак Чивон, Ким Чонхи и Чон Яг Ён. Среди высказываемых ими идей были отрицание конфуцианских представлений об устройстве мира, призывы к активному и объективному изучению мироустройства, социальной реформе, ограничению крупного землевладения, развитию сельского хозяйства, ремёсел и торговли, в том числе с заморскими странами, протесты против чиновничьей коррупции, поборов с крестьян, сословного неравенства. При королях Ёнджо (1725—1776) и Чонджо (1777—1800) под влиянием идеи сирхак возрастает интерес корейскому языку и письму.
Сам по себе термин сирхак в китайском его прочтении — шисюэ (實學) — использовался и в Китае в XVII-XVIII веках как обозначение неоконфуцианского идейного течения «учение о реальном».

## Влияние
С. О. Курбанов считает, что идеи сирхакпха важны в истории Кореи, так как повлияли на движение за реформы в конце XIX века не менее, чем иностранное вмешательство.

### Комментарии
1. ↑  См. также Китайская историография#Переходный период. Чжэдунская школа

### Сноски
1. ↑  Ж. Н. Алимбаева. История массовой культуры Южной Кореи: учебное пособие. — Алматы: Қазақ университеті, 2012. — С. 28. — 152 с.